# 津田喬
津田 喬（つだ たかし、1941年5月6日 - ）は、日本の俳優、声優、ナレーター。京都府出身。京都市立伏見工業高等学校卒。リベルタ所属。特技はウクレレ、京言葉。実父は翻訳家の津田穣。

## 人物
劇団俳優座養成所第12期生として俳優デビュー。同期には東野英心、松山英太郎など。その他、劇団東宝現代劇、劇団仲間、劇団河にも在籍していた。
演劇、テレビ、ラジオ、日本舞踊の舞台の黒子兼司会者など幅広く活動し、ボランティアではデイサービスでの舞踊司会者、ウクレレ弾き語りなどを披露している。

## 出演作品

### 映画
- 荒い海 - 宮坂通信士 役
- 若者はゆく -続若者たち-

### テレビ
- アイウエオ
- ザ・刑事
- 判決
- たまゆら
- とんころの歌
- 花ちりめん
- 若者たち
- 房総プロムナード（千葉テレビ） - ナレーション
- 海外ドキュメンタリー（NHK教育） - ナレーション
- ダーリンは外国人（TBS、映画告知番組） - ナレーション
- 住まい・スマイルリフォーム百科（CS） - ナレーション

### 特撮
- アンドロメロス - ナレーション
- ウルトラマン物語 - ゾフィーの声
- 仮面ライダーBLACK SUN（2022年10月28日、Amazon Prime Video） - 幹部2 役

### CM

#### テレビ
- 関西電力
- スカイシンクシステム - ナレーション
- 農林中央金庫 ちょきんぎょ - ナレーション
- ポケモンパッチン - ナレーション
- カルビー ぎざぎざポテト - ナレーション
- DHC パーフェクト野菜 - ナレーション
- 自動車保険のチューリッヒ - 祖父 役
- 日清オイリオ 植物のチカラ「酸化ブロック製法 フレッシュな油篇」（2012年） - 祖父 役
- 京都銀行　京銀 川柳劇場 第六話「ちと遊ぶ」篇（2014年） - 祖父 役
- ローソン「新潟コシヒカリシリーズ　銀だら照焼篇」（2014年） - 農家の男性 役
- モンスターストライク　リアル版 超・獣神祭「十二支再競争 昔話篇」（2017年） - ナレーション
- システナ「結婚式 編」（2015年5月 - 2016年9月） - 新婦の父 役
- シャウエッセン「シャウ・レンチン編」 - ナレーション（2019年）
- シャウエッセン「禁断の旨辛 シャウエッセンホットチリ編」（2019年） - ナレーション

#### ラジオ
- LIXILリアルティ ERAマイルーム館
- NTT DOCOMO
- スリーエフ
- SONY　バイオ
- JOMO
- NISSAN　カーウィングス
- イメージ・ファクトリー
- ダイハツ
- DHC
- アテント
- 救心製薬

### 舞台
- 香華
- そらまたうたってる

### ビデオ
- ウルトラ怪獣大百科 - ナレーション

### ラジオ
- 男を女のいる風景
- 私の文庫本
- 春蝶　ときめき♩スマイル[2]（2018年7月 - 現在、エフエムさがみ）

### Web
- サッポロ　ヱビスビール「街の名になったビール、ヱビス」（2016年） - ナレーション
- ヒストリーチャンネル ブランドコンセプトビデオ「歴史は可能性だ」篇（2016年） - 75歳男性 役

### Spot
- アルスラーン戦記（光文社、2014年） - ナレーション

### パチンコ
- CR龍が如く見参！ - ナレーション
- 仮面ライダー - ナレーション

### PV出演
- UVERworld 『7日目の決意』（2014年） - 老夫婦の夫 役
- NHK　4K The Future of SCREENing